# Erval Velho
Erval Velho é um município brasileiro do estado de Santa Catarina. Localiza-se a uma latitude 27º16'32" sul e a uma longitude 51º26'31" oeste, estando a uma altitude de 674 metros. Sua população é de 4.418 habitantes (Fonte: IBGE 2020).

## História
Erval Velho recebeu status de município pela lei estadual nº 889 de 18 de junho de 1963, com território desmembrado de Campos Novos.